# Derbeke
Il Derbeke (in russo Дербеке?; in lingua sacha: Дэрбэкэ) è un fiume della Siberia Orientale, affluente di sinistra della Adyča (nel bacino della Jana). Scorre nel Tomponskij ulus della Sacha (Jacuzia), in Russia.
Il fiume nasce in una gola rocciosa sul versante orientale dei monti Chunchadinskij (Хунхадинский хребет), che si trovano nella parte sud-est dei monti di Verchojansk. La pendenza del fiume è di 30,7 ‰, a metà percorso esce in un'ampia vallata e la pendenza scende a 6,8 ‰. Nel corso inferiore, la valle si restringe in una gola con pareti quasi ripide. Scorre con direzione settentrionale o nord-orientale, in una zona pressoché spopolata. La lunghezza del fiume è di 389 km, l'area del suo bacino è di 14 100 km². Sfocia nella Adyča a 429 km dalla sua foce. È gelato da fine settembre fino alla fine di maggio.